# Glacier d'Hispar
Le glacier d'Hispar est un glacier situé au Pakistan dans la région du Gilgit-Baltistan dans le massif du Karakoram. 